# ノックノック・ジョーク
ノックノック・ジョーク (The knock-knock joke) は、ジョークの一種で、非常によく知られたQ&A型のフォーマットをもつもの。日本語における駄洒落やなぞなぞの一種と考えると理解しやすい。
このジョークのパターンは定型化しており、駄洒落好きの訪問者とドアの内側にいる人物との会話で成り立っている。
標準的なノックノック・ジョークの進行は、
1. Knock, knock
2. Who's there? （相手の名前を尋ねる）
3. ○○ （名前を答える）
4. ○○ who? （重ねて姓を尋ねる）
5. ○○●● （名前にかけた駄洒落を答える）

というものである。

## 例
Knock knock　（トントン）
Who's there?　（どなた？）
barbie　（バービーよ）
barbie who?　（バービー誰？）
Bar-B-Q　（バービーキュー（バーベキュー）！）

## 実例
- 発達心理学では、幼い子供たちにおけるノックノック・ジョークの用例を研究している。これはノックノック・ジョークのようななぞなぞ遊びや駄洒落の用法が、子供たちの言語スキルの発達に有効に作用している可能性があるためである。
- 映画「ユー・ガット・メール」：主演のトム・ハンクスとメグ・ライアンの会話にノックノック･ジョークが使われている。
- 映画「キャッチ・ミー・イフ・ユー・キャン」：トム・ハンクスが同僚との会話の中でノックノック･ジョーク（実際にはジョークが成立していない）を使う。
- macOSに標準搭載されているVoiceOverでは、音声認識を利用してノックノック・ジョークのやり取りができる。